# Муни, Алекс
А́лекс Ксавье́р Му́ни (англ. Alexander Xavier Mooney); род. 5 июня 1971 года) — конгрессмен Палаты Представителей США от Западной Виргинии. Первый латиноамериканец в Конгрессе из этого штата, член Республиканской партии, бывший председатель Республиканской партии Мэриленда.

## Ранние годы
Мать Алекса Муни, Лала Суарес, родилась на Кубе, при режиме Фиделя Кастро и около двух месяцев провела в тюрьме за противодействие режиму. В 20 лет Лала сбежала в США. Отец Алекса, Винсент Муни, происходил из семьи ирландских эмигрантов, вырос на Лонг-Айленде, воевал во Вьетнаме, был капитаном Инженерных войск и получил Бронзовую звезду.
Родился в 1971 году, в Вашингтоне, вырос во Фредерике, штат Мэриленд. После окончания средней школы Фредерика, Муни поступил в Дартмутский колледж в Гановере, Нью-Гэмпшир, который окончил в 1993, получив степень «бакалавр философии».
Первая его работа относилась к политике — он стал помощником представителя США от штата Мэриленд, Роско Бартлетт. В 1995 году Муни был аналитиком на Республиканской конференции Палаты представителей США.

## Политическая карьера

### Выбор в Сенат Мэриленда
В 1998 году на выборах в Сенат Мэриленда Муни победил Джона Дерра, действующего республиканца, а также демократа Рональда Берда. В 2002 году Муни переизбрали с 55% голосов, в 2006 году переизбрали с 52% голосов и только в 2010 он уступил мэру Фредерика, Рональду Янгу, с 49% голосов.
Муни представлял 2 округ Мэриленда, куда входят частично округа Фредерик и Вашингтон. Он входил в Сенат Мэриленда с 1999 по 2011 год. Одновременно с этим Муни с 2005 по 2012 годы занимал должность исполнительного директора Национального центра журналистики. Также Муни выбирался в следующие комитеты:
- Член Комитета по судебному процессу.
- Член Объединённого комитета по расследованию.
- Член Объединённого комитета по федеральным отношениям.
- Член Комитета по образованию, здравоохранению, окружающей среде[7].

### Карьера после Сената
С 11 декабря 2010 года по 2013 Муни был председателем Республиканской партии Мэриленда. В 2012 году Муни подал свою кандидатуру на выборы в Конгресс в 2014, но отозвал кандидатуру, поскольку в этот момент ещё работал у Роско Бартлета, что противоречило правилам этики Палаты представителей. Затем Муни переезжает в Чарльз-Таун, в Западной Виргинии и выставляет свою кандидатуру. В район входит округ Колумбия и частично округ Вашингтон. Прежний представитель Палаты в этом районе, Шелли Мур Капито, отказался от этой должности, поскольку планировал баллотироваться в сенат США.
На выборах 2014 года Муни набрал 36,02% голосов, финишировав первым в 15 из 17 округов на первичных выборах. Он победил демократа Ника Кейси (49% голосов) и стал первым латиноамериканцем, который был избран в Палату Представителей от Западной Виргинии. Во время кампании Муни 2014 года некоторые демократы из Западной Виргинии называли его «саквояжником».
В 2016 Муни баллотировался на переизбрание и победил Марка Савитта с большим отрывом (72,9% голосов) на первичных выборах, а затем обошёл демократа Марка Ханта на всеобщих выборах с 58% голосов.
В 2018 году на всеобщих выборах обогнал Тэлли Серджент и Дэниэла Лутца.

## Инициативы
Муни в 2017 году внёс в Конгресс США законопроект по введению санкций против Москвы в ответ на киберугрозы с её стороны. Законопроект носил название  «H.R 1751 Акт 2017 года о противодействии российской агрессии» и содержал в себе развёрнутый комплекс мер, которые Соединённые Штаты должны противопоставить усилиям России на постсоветском пространстве и в мире:
«Страны Европы и Евразии должны удвоить усилия по созданию устойчивости в своих политических системах и гражданском обществе для противодействия усилиям правительства Российской Федерации по оказанию вредного влияния и подрыву демократических институтов; дезинформация, генерируемая Российской Федерацией, которая распространяется на различных языках и по открытым и скрытым каналам, включая традиционные и социальные сети, загрязняет информационное пространство, заглушает конкурирующую информацию, раздувает существовавшие ранее социальные сети, создаётся экономическая и политическая напряженность, способствующая заговорам, сбивающая с толку и отвлекающая аудиторию; Соединенные Штаты должны определить области сотрудничества со странами всего региона, которые уязвимы для российской агрессии, дезинформации и гибридной войны».
Его авторства также законопроект 2017 года по созданию Фонда по поддержке демократии и борьбы с коррупцией в Европе и Евразии. Муни предложил для Фонда бюджет в 100 миллионов долларов и уточнил, что среди целей Фонда должна быть поддержка антикоррупционных расследований и независимых СМИ в России. Ратовал за отмену Obamacare, проголосовал за американский закон о здравоохранении, который в случае принятия мог бы лишить медицинской страховки более, чем 175 тысяч жителей Западной Виргинии.

## Личная жизнь
Муни — член католического братства «Рыцари Колумба».
- Женат на Грейс Муни.
  - У пары трое детей — Лукас, Ками, Габриэль[15].